# Didactief
Didactief is een onafhankelijk vakblad voor leraren en leidinggevenden in het basis- en voortgezet onderwijs, onderzoekers en beleidsmedewerkers. Het signaleert en vertaalt onderwijsonderzoek voor de praktijk met behulp van een uitgebreid netwerk van correspondenten op alle universiteiten en hogescholen.
Het blad heeft tot doel het debat te stimuleren over onderwijs op basis van wetenschappelijk onderbouwde argumenten, en het geeft ruimte aan specialisten uit binnen- en buitenland om hun good practices aan leraren te laten zien, in het maandblad, op de website, via sociale media, via diverse publicaties en tijdens symposia.
De redactie van Didactief is gevestigd in Amsterdam.

## Onderscheidingen
In 2014 wonnen vijf correspondenten van Didactief de Nationale Prijs voor de Onderwijsjournalistiek voor het 'Dossier Cito', een reeks kritische artikelen over Cito (Centraal Instituut voor Toetsontwikkeling), dat in Didactief werd gepubliceerd.